# Sataspes collaris
Sataspes collaris är en fjärilsart som beskrevs av Rothschild och Jordan 1903. Sataspes collaris ingår i släktet Sataspes och familjen svärmare. Inga underarter finns listade.